# Gonnardite
La gonnardite è un minerale. La tetranatrolite, considerata una specie a sé, da successive analisi è risultata identica alla gonnardite.